# Kathleen Vaughan
Kathleen Vaughan (nasceu em Brighton, Sussex) foi uma atriz britânica.

## Filmografia selecionada
- The Old Country (1921)
- Single Life (1921)
- Handy Andy (1921)
- Corinthian Jack (1921)
- The Prince and the Beggarmaid (1921)
- Belphegor the Mountebank (1921)
- The Adventures of Mr. Pickwick (1921)
- The Crimson Circle (1922)
- The Last Hour (1930)